# Сугіліт
Сугіліт — відносно рідкісний мінерал-циклосилікат рожево-фіолетового кольору зі складною хімічною формулою KNa2(Fe, Mn, Al)2Li3Si12O30. Сугіліт кристалізується в гексагональній системі з призматичними кристалами. Кристали зустрічаються рідко і зазвичай мають масивну форму. Він має твердість за Моосом 5,5–6,5 і питому вагу 2,75–2,80. Як правило, напівпрозорий. Сугіліт вперше був описаний у 1944 році японським петрологом Кен-ічі Суґі (1901—1948) для прояву на острові Івагі, Японія, де він знайдений в інтрузивних штоках егіринових сієнітів. Також знайдений у схожому середовищі на Мон Сент-Ілер, Квебек, Канада. У копальні Весселс у Північнокапській провінції Південної Африки сугіліт видобувають із пластових марганцевих родовищ. Про знахідки сугіліту також повідомляється з Лігурії та Тоскани, Італія; Нового Південного Уельсу, Австралія та Мадх'я-Прадешу, Індія.
Колекціонери дорогоцінних каменів і мінералів також називають цей мінерал лавулітом, лувулітом і королівським азелем.
У Японії сугіліт зустрічається у вигляді жовтувато-білого або безбарвного, тому він не підходить для ювелірних виробів.

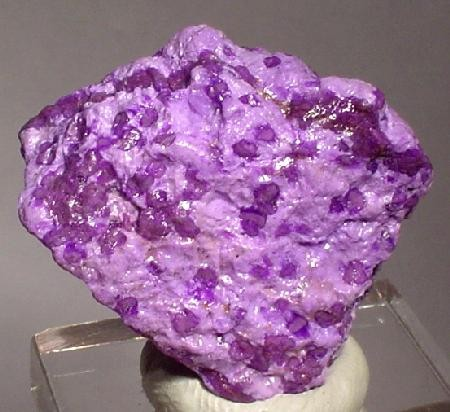
Сугіліт на матриці, копальня Весселс у Північнокапській провінції, Південна Африка, розмір: 2,4 x 2,1 x 1,2 см

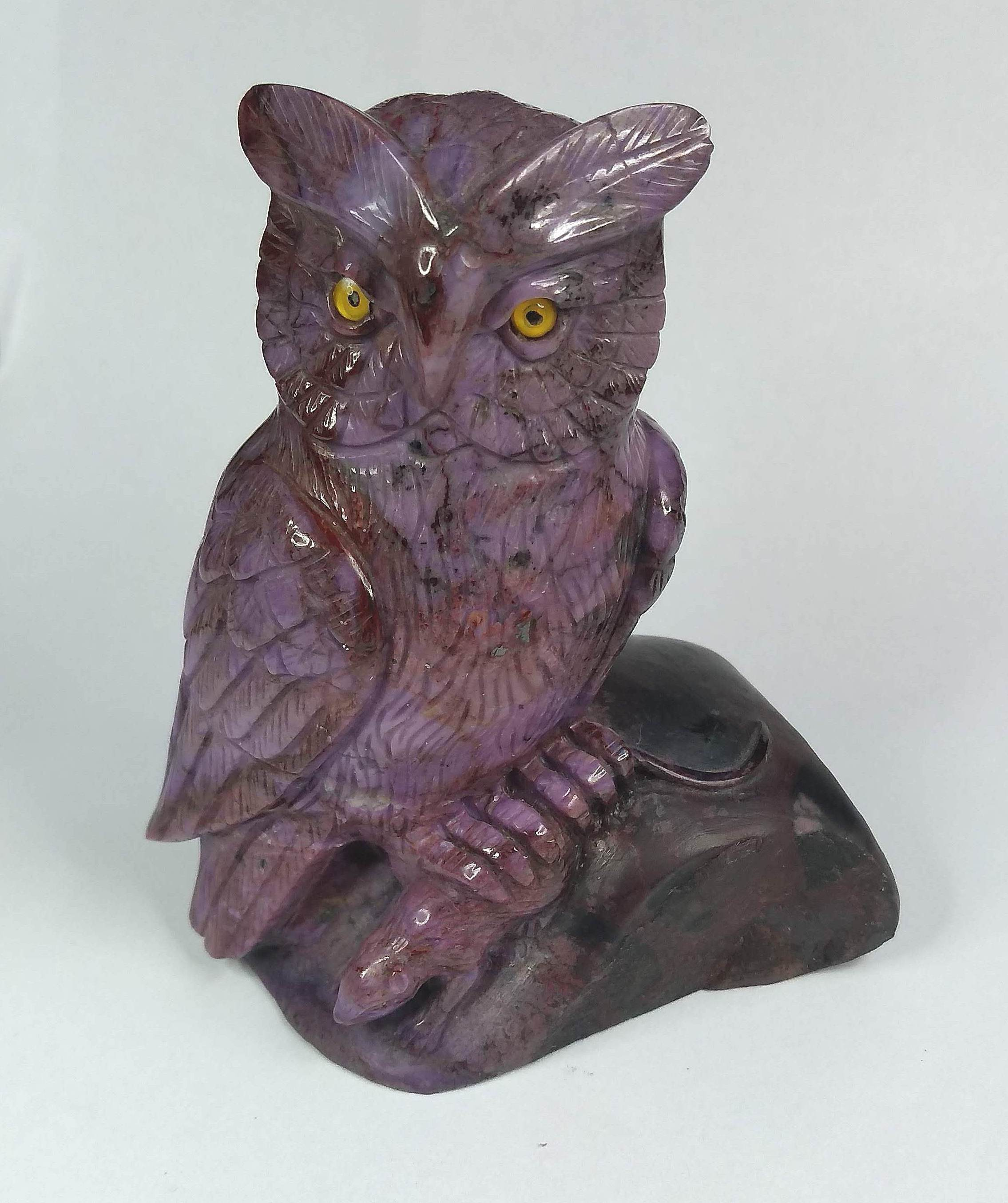
Сугілітова сова та миша, висота 9 см (3,5 дюйма)